# Sublimeringsskrivare

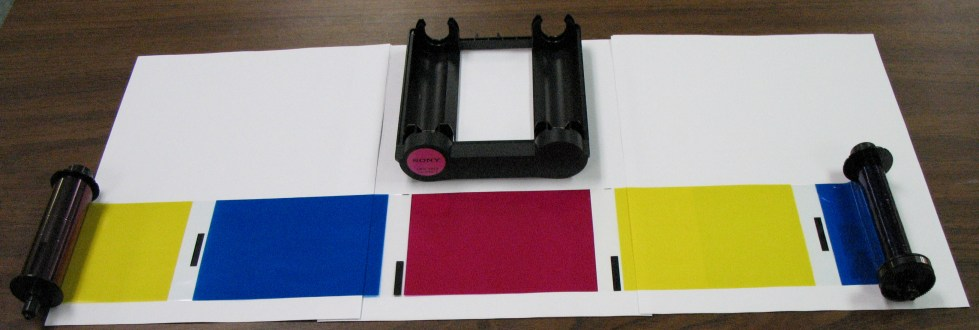
En sublimeringsskrivare som tagits isär.

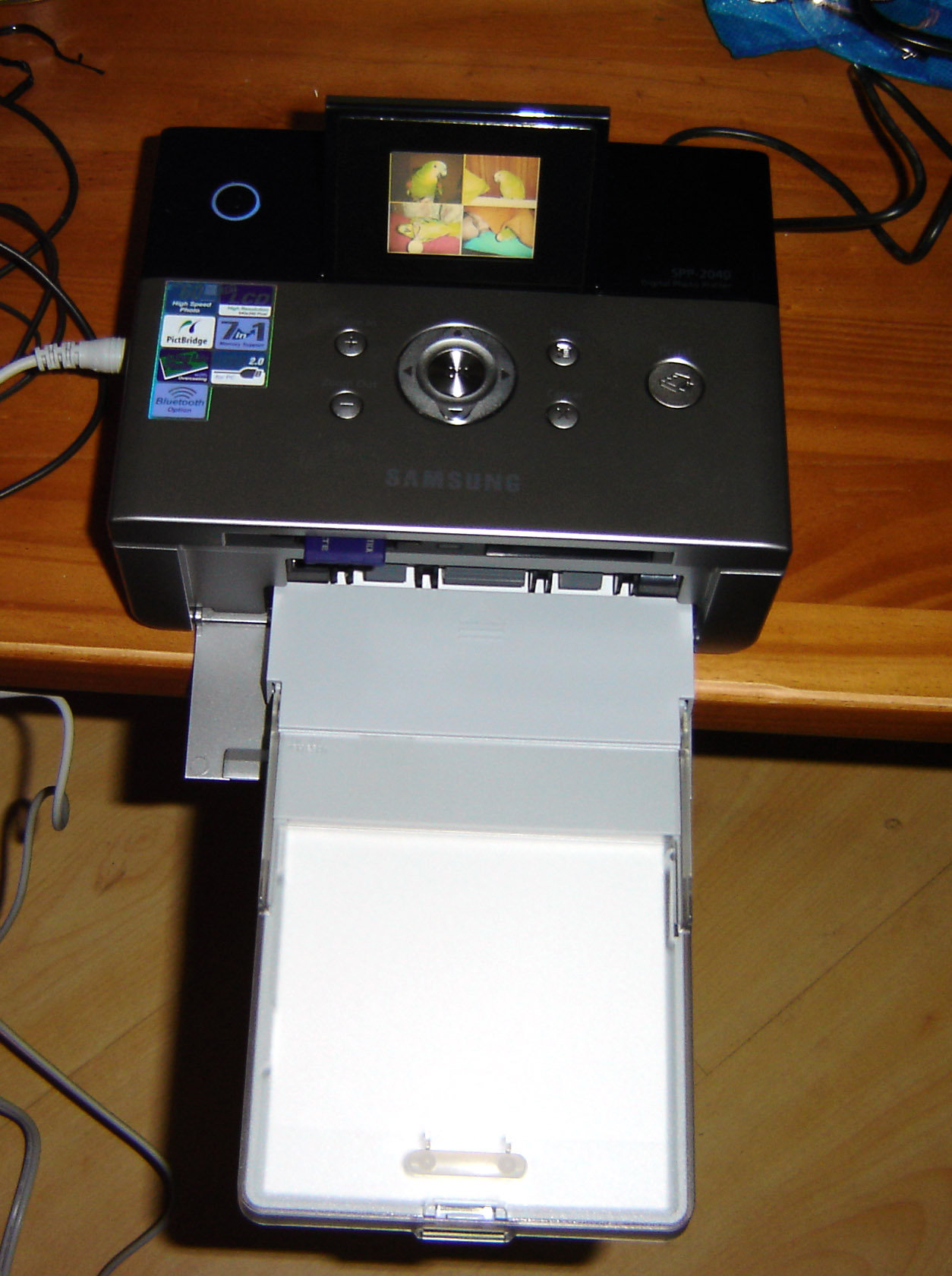
Sublimeringsskrivare från Samsung.

Sublimeringsskrivare är en typ av skrivare som använder en teknik varvid färgämnen på en plastfilm hettas upp så snabbt att de sublimeras, varefter färgen ögonblickligen kondenseras på papperet. Vanligen läggs ett skyddande lager över färglagren. 
Upplösningen är typiskt 300 dpi. Detta kan verka lågt jämfört med de 1200 dpi som en enkel bläckstråleskrivare kan prestera, men måtten är inte riktigt jämförbara eftersom en bläckstråleskrivare måste ha hög upplösning för att kunna simulera färgnyanser med hjälp av raster, alltså genom att basfärgerna placeras i enstaka prickar så nära varandra att det för ögat ser ut som en enda färg. Sublimeringsskrivare blandar färgerna, så att hela upplösningen på 300 dpi kan användas till att återge detaljer istället för att simulera nyanser. På det hela taget har sublimeringsskrivare egenskaper som gör dem utmärkta som fotoskrivare, med en bildkvalitet jämförbar med resultatet från ett fotolabb.
Varje ark som ska skrivas ut kräver normalt 4 ark plastfilm (tre för färger, en för det skyddande lagret). Dessa levereras på en kassett som, till skillnad från bläckstråleskrivare, räcker till ett visst bestämt antal utskrifter, oavsett hur mörka eller ljusa bilder som skrivs ut. 
Skrivartypens fördelar är, förutom färgåtergivningen, att man kan göra skrivaren mycket kompakt och strömsnål. Dessutom skriver de ut snabbare än bläckstråleskrivare. Nackdelen är att man måste använda specialpapper, och att utskrifterna oftast enbart går att få i små storlekar, typiskt 10x15 cm. 
Sublimeringsskrivare var länge dyra och ovanliga hos konsumenter (men mycket vanliga hos fotografer som tillverkar passfoton). De är populära som tillbehör till digitalkameror, och de flesta digitalkameror har möjlighet att kopplas in direkt till dessa skrivare utan att blanda in någon dator.